# Mujeres de arena (telenovela de 1993)

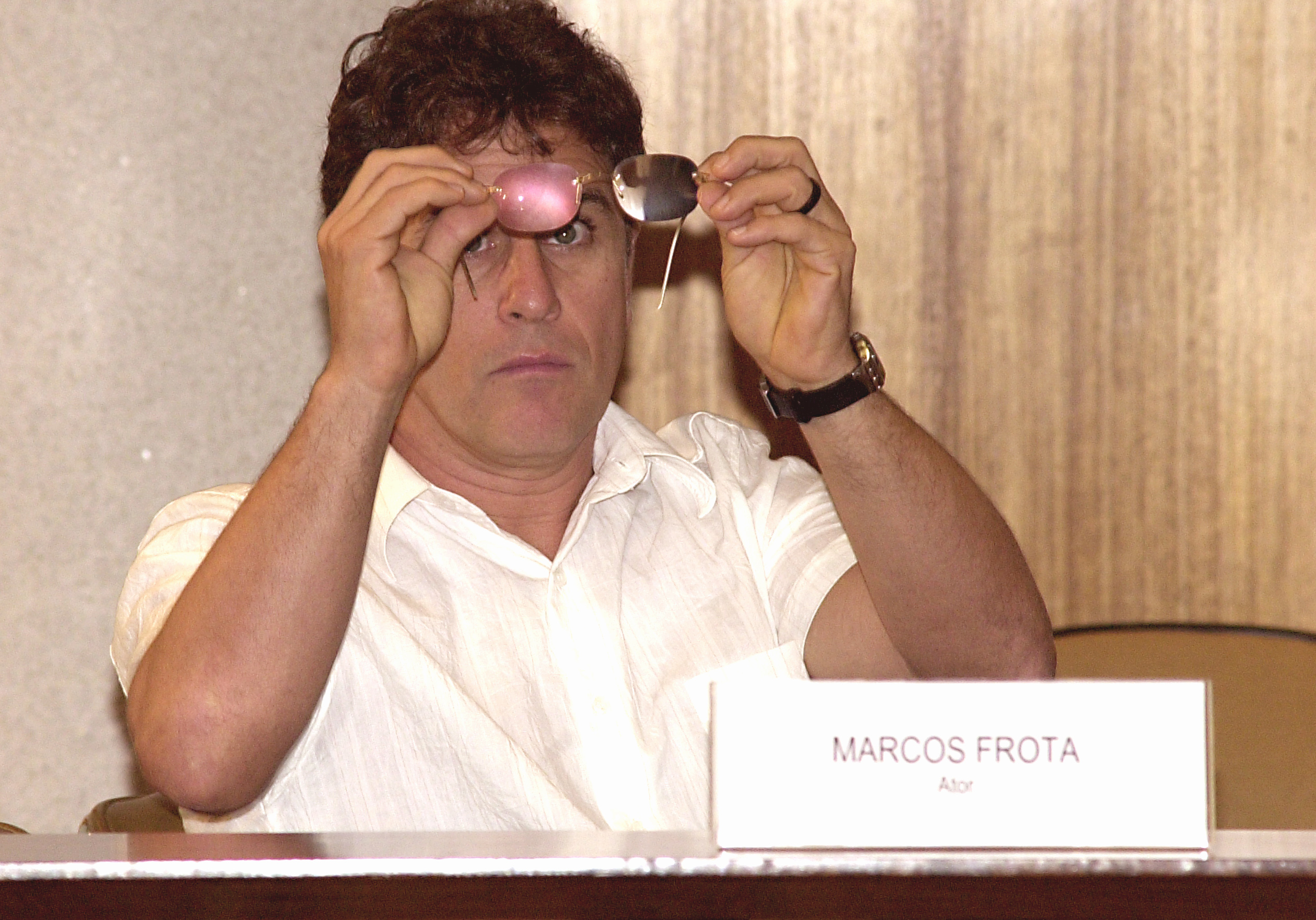
Marcos Frota interpretó el papel de Tonho da Lua.

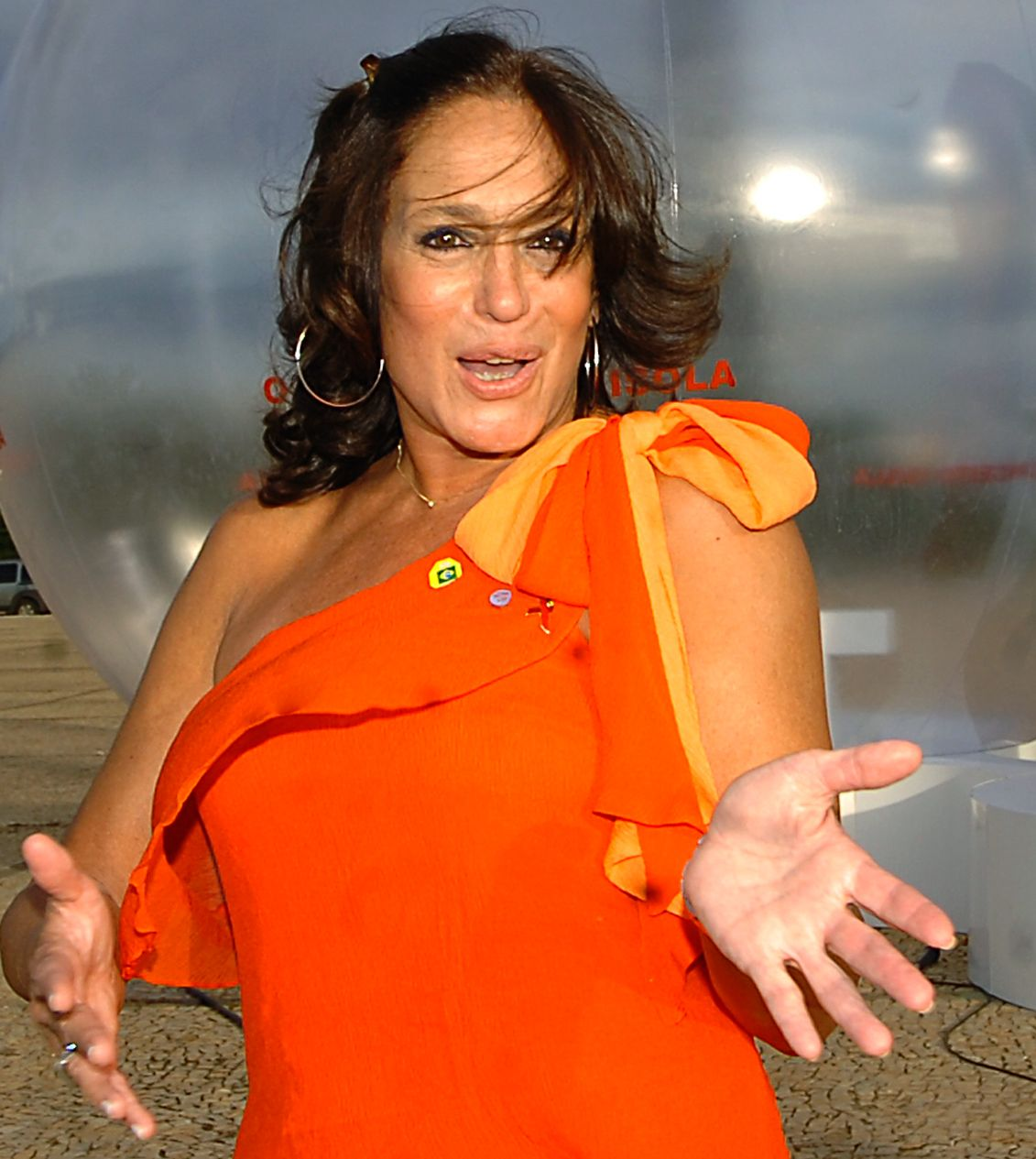
Susana Vieira interpretó el papel de Clarita.

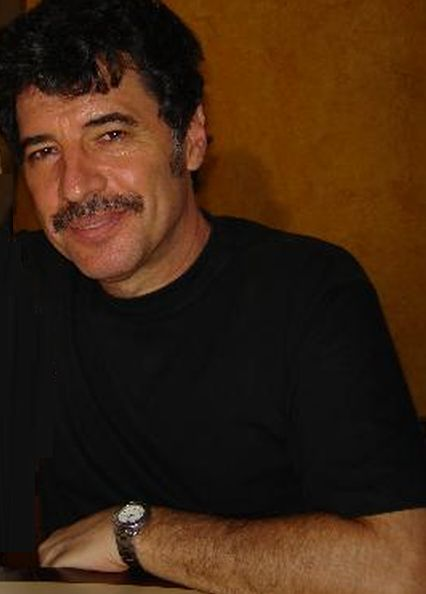
Paulo Betti interpretó el papel de Wanderley.

Mujeres de Arena fue una telenovela brasileña producida por TV Globo y transmitida entre 1 de febrero y 25 de septiembre de 1993, con un total de 203 capítulos. Es una versión de dos historias de Ivani Ribeiro, Mujeres de Arena de 1973/1974 transmitida pela Rede Tupi, con Eva Wilma como las gemelas, basado en la radionovela As Noivas Morrem no Mar de 1965 y en la telenovela O Espantalho de 1977. 
Escrita por Ivani Ribeiro, con la colaboraçion de Solange Castro Neves, y dirigida por Wolf Maya, Carlos Magalhães e Ignácio Coqueiro, con la dirección general de Wolf Maya. Estuvo protagonizada por Gloria Pires interpretando un doble papel (protagonista y villana) junto a Guilherme Fontes  con la participación antagónica del Primer Actor Raul Cortez junto a Paulo Betti y Cibele Larrama. Cuenta además con la actuación Estelar Marcos Frota , Vivianne Pasmanter, Humberto Martins y las primeras actrices Susana Vieira y Laura Cardoso

## Trama
Marcos Asunción regresó al puerto de Pontal D'Areia para auxiliar en los negocios familiares. Él conoce y se enamora de Ruth, hija de pobres pescadores, aunque al final es envuelto por Raquel, hermana gemela de Ruth. Ruth ama a Marcos, pero Raquel solo codicia su fortuna y mantiene una relación oculta con un tal Wanderley. Toño da Lua, un lunático y amigo de Ruth, famoso por esculpir mujeres de arena en la playa se percata de los motivos de Raquel, lo que hace que esta lo acose.
Pero Raquel debe enfrentar a Virgilio Asunción, padre de Marcos, quien se opone a la relación. Virgilio, es prepotente e inescrupuloso, y vicepresidente del mayor hotel de la ciudad y pretende hacer de Pontal D'Areia un centro turístico, pero debe lidiar contra el alcalde del lugar, el ambientalista Breno, que prohíbe bañarse en el mar por la excesiva contaminación. Aunque esto divide a la población, Breno tiene alianza con Tônia, una comerciante local. Para desmoralizar a Breno, Virgilio pone espantapájaros burlándose del alcalde. Mas Virgilio tiene también su problemas personales ya que Malu, su hija, es una rebelde que lo culpa de la muerte de su novio. Ella conoce al vaquero Alaor, quien trabaja con Arlete Assunção. Alaor es de buen corazón y trata de complacer a Malu.
Ruth sufre al enterarse del matrimonio entre Raquel y Marcos. La trama da un vuelco cuando Raquel es dada por muerta y Ruth asume su identidad para estar junto a su amado. Sin embargo, Raquel no murió y desea tener de nuevo lo suyo.

## Producción y exhibición
Se eligieron las localidades de Jacarepaguá, Angra dos Reis y Tarituba.

## Elenco
- Glória Pires - Ruth Araujo / Raquel Araujo
- Guilherme Fontes - Marcos Asunción
- Marcos Frota - Toño da Lua
- Vivianne Pasmanter - Malú (Maria Lúcia Asunción)
- Susana Vieira - Clarita (Clara Asunción)
- Raul Cortez - Virgílio Asunción
- Humberto Martins - Alaôr
- Thaís de Campos - Arlete Asunción
- Evandro Mesquita - Joel
- Paulo Goulart - Donato
- Nicete Bruno - Juju (Julieta Sampaio)
- Adriano Reys - Oswaldo Sampaio
- Daniel Dantas - Breno Soares de Azevedo
- Isadora Ribeiro - Vera Soares de Azevedo
- Oscar Magrini - Vitor
- Edwin Luisi - Dr. Muñoz
- Henri Pagnoncelli - César
- Irving São Paulo - José Luís
- Jonas Bloch - Alemão
- Eduardo Moscovis - Tito
- Suely Franco - Celina
- Ricardo Blat - Marujo
- João Carlos Barroso - Daniel
- Serafim González - Garnizé
- Stepan Nercessian - Delegado Rodrigo
- Denise Milfont - Vilma
- Joel Barcellos - Chico Belo
- Lu Mendonça - Do Carmo
- Marco Miranda - Duarte
- Giovanna Gold - Alzira
- Karina Pérez - Andréia Sampaio
- Gabriela Alves - Glorinha
- Toi Bressane - Rozendo
- Alexandra Marzo - Carola (Caroline Sampaio)
- Cibele Larrama - Luzia
- Suzana Vieira - Clarita Asunción
- Laura Cardoso - Isaura Araujo
- Paulo Betti - Wanderley
- Sebastião Vasconcelos - Floriano Araujo
- Andréa Beltrão como Tonia
- Nathália Timberg - Juíza
- Alexia Dechamps - Maria Elena

## Banda sonora

### Nacional
1. Ai Ai Ai Ai Ai - Ivan Lins
2. Pensando em Minha Amada - Chitãozinho & Xororó
3. Sexy Iemanjá - Pepeu Gomes
4. Encontro das Águas - Maurício Mattar
5. Caminhos Cruzados - Gal Costa
6. Ovelha Negra - Os Fantasmas
7. Paraíso - Mariana Leporace
8. Down - T Set Squad
9. Toque de Emoção - Joanna
10. A Vida é Festa - Banda Beijo
11. Desafíos - Simone
12. Fantasia Real - Biafra
13. Gita - Raul Seixas
14. Dirty Game - Easy Rider
15. Voyager - Franco Perini

### Internacional
1. Easy - Faith no More -
2. Sweat - A La La La La Long - Inner Circle
3. Bed of Roses - Bon Jovi
4. See the Light - Snap
5. Let it Me Be - Ouriel
6. Close Encountres - Clouseau
7. Forever in Love - Kenny G
8. Bad Bad Boys - Midi, Maxi e Efti
9. Wild Thing - Tone Loc
10. Simple Life - Elton John
11. Looking at my Girl - Double You
12. No Ordinary Love - Sade
13. Latin Motion - Frank Shadon
14. Groovin' in the Midnight - Max Priest
15. The Colour of the Risk - Franco Perini